# Germaria graeca
Germaria graeca är en tvåvingeart som först beskrevs av Brauer och Julius Edler von Bergenstamm 1889.  Germaria graeca ingår i släktet Germaria och familjen parasitflugor. Inga underarter finns listade i Catalogue of Life.